# Lucy Allan (femme politique)
Pour les articles homonymes, voir Lucy Allen et Allen.
Lucy Allan est une femme politique britannique née le 2 octobre 1964 dans le Worcestershire,,. Membre du Parti conservateur, elle est élue députée, de la circonscription de Telford lors des élections générales de 2015 et siège au parlement du Royaume-Uni.

## Jeunesse
Lucy Allan est née à Cheltenham le 2 octobre 1964, fille d'un agriculteur et d'une enseignante, et grandit près de Totnes, dans le Devon. Elle est apparentée à la suffragette radicale socialiste écossaise Janie Allan, dont la famille possédait la compagnie maritime Allan Line.
Elle étudie à l'université de Durham et à la Kingston Law School. Elle est titulaire d'un diplôme d'anthropologie et d'un master en droit du travail,.
Elle rejoint Price Waterhouse en tant que stagiaire en 1987, où elle obtient le titre d'expert-comptable et se spécialise dans le redressement d'entreprises. En 1994, elle obtient le titre de secrétaire agréée de l'Institut des secrétaires et administrateurs agréés.
En 1994, elle passe à la gestion d'investissements, atteignant le niveau de directrice et travaillant pour UBS Warburg, Gartmore Investment, De La Rue, Mercury Asset Management et First State Investments. Alors qu'elle est responsable des fonds d'investissement chez First State Investments, qui gère la Scottish American Investment Company (SAINTS) et le Scottish Oriental Smaller Companies Trust, elle est suspendue en septembre 2003 pour plagiat présumé dans les déclarations publiées par SAINTS,. Elle est licenciée en janvier 2004, après que First State Investments a cessé de gérer SAINTS.

## Formation
Allan obtient une licence d'anthropologie de l'université de Durham et une maîtrise de droit de l'université de Kingston.